# Condado de Howard (Indiana)
O Condado de Howard é um dos 92 condados do estado americano de Indiana. A sede do condado é Kokomo, que é também a sua maior cidade. O condado tem uma área de 761 km² (dos quais 2 km² estão cobertos por água), uma população de 84 964 habitantes, e uma densidade populacional de 112 hab/km² (segundo o censo nacional de 2000). O condado foi fundado em 1844.